# Toyama Maru
Die Toyama Maru (jap. 富山丸) war ein japanisches Handelsschiff, das am 29. Juni 1944 vom US-amerikanischen U-Boot Sturgeon versenkt wurde, wobei rund 5.400 Menschen ums Leben kamen.

## Geschichte

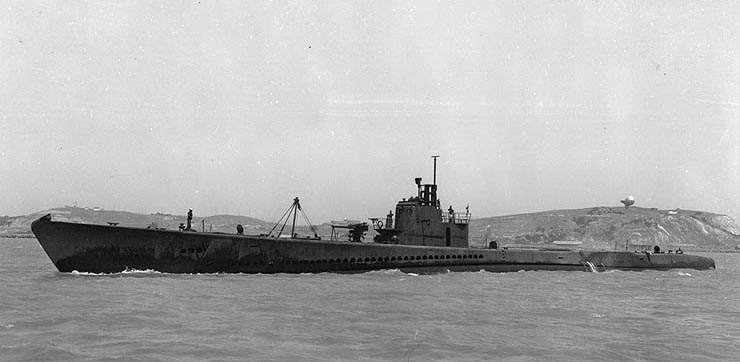
Das U-Boot Sturgeon

Das Schiff wurde 1915 auf der Werft der Mitsubishi Dockyard & Engineering Works in Nagasaki gebaut und im Juni 1915 an die Tokyoter Reederei Nippon Yūsen abgeliefert. 1935/36 erwarb die Reederei Nan’yō Kaiun (南洋海運) aus Tokio das Schiff und 1937/38 wurde die Toyama Maru auf die ebenfalls in Osaka ansässige Reederei Ono Shōji (小野商事) übertragen. Während des Zweiten Weltkriegs wurde das Schiff militärisch genutzt. Im Juni 1944 befand sich das Schiff als Truppentransporter mit etwa 6.000 Soldaten der gemischten 44. japanischen Brigade und umfangreichen Benzinvorräten auf der Reise von Kyūshū nach Okinawa, wo die an Bord befindlichen Soldaten die japanischen Truppen für die bevorstehende US-amerikanische Invasion verstärken sollten. Das US-amerikanische U-Boot Sturgeon unter dem Kommando von Lieutenant Commander Charlton Lewis Murphy torpedierte und versenkte das Schiff bei den Nansei-Inseln auf Position 27° 47′ N, 129° 5′ O, wobei rund 5.400 Menschen starben.